# باگمارا
باگمارا (به لاتین: Bagmara) یک منطقهٔ مسکونی در بنگلادش است که در ناحیه راج‌شاهی واقع شده‌است. باگمارا ۳۶۳٫۳ کیلومتر مربع مساحت و ۳۵۴٬۶۶۴ نفر جمعیت دارد.